# Giovanni Borsotti
Giovanni Borsotti (ur. 18 grudnia 1990 w Briançon) – włoski narciarz alpejski, brązowy medalista mistrzostw świata juniorów.

## Kariera
Po raz pierwszy na arenie międzynarodowej Giovanni Borsotti pojawił się 29 listopada 2006 roku w Tignes, gdzie w zawodach FIS Race nie ukończył pierwszego przejazdu slalomu. W 2008 roku wystartował na mistrzostwach świata juniorów we Fromigal, gdzie jego najlepszym wynikiem było szesnaste miejsce w gigancie. Jeszcze dwukrotnie startował na imprezach tego cyklu, największy sukces osiągając podczas mistrzostw świata juniorów w Garmisch-Partenkirchen w 2009 roku, gdzie zdobył brązowy medal w kombinacji. W zawodach tych wyprzedzili go jedynie Sepp Gerber ze Szwajcarii oraz kolejny Włoch, Dominik Paris.
W Pucharze Świata zadebiutował 28 lutego 2009 roku w Kranjskiej Gorze, gdzie nie ukończył pierwszego przejazdu w gigancie. Pierwsze pucharowe punkty zdobył 19 grudnia 2010 roku w Alta Badia, zajmując 22. pozycję w tej samej konkurencji. Najlepsze wyniki osiągnął w sezonie 2011/2012, który ukończył na 68. miejscu w klasyfikacji generalnej. W 2011 roku wziął udział w mistrzostwach świata w Garmisch-Partenkirchen, kończąc giganta na 28. miejscu. Podczas rozgrywanych cztery lata później mistrzostw świata w Vail/Beaver Creek w tej samej konkurencji uplasował się cztery miejsca wyżej. Nie startował na igrzyskach olimpijskich.

## Osiągnięcia

### Mistrzostwa świata
| Miejsce | Dzień     | Rok  | Miejscowość       | Konkurencja | Czas biegu  | Strata  | Zwycięzca  |
| ------- | --------- | ---- | ----------------- | ----------- | ----------- | ------- | ---------- |
| 28.     | 18 lutego | 2011 | Ga-Pa             | Gigant      | 2:10,56 min | +2,76 s | Ted Ligety |
| 24.     | 13 lutego | 2015 | Vail/Beaver Creek | Gigant      | 2:34,16 min | +4,19 s | Ted Ligety |

### Mistrzostwa świata juniorów
| Miejsce | Dzień       | Rok  | Miejscowość       | Konkurencja | Czas biegu  | Strata     | Zwycięzca               |
| ------- | ----------- | ---- | ----------------- | ----------- | ----------- | ---------- | ----------------------- |
| DNF1    | 27 lutego   | 2008 | Formigal          | Slalom      | 1:29,68 min | -          | Marcel Hirscher         |
| 16.     | 29 lutego   | 2008 | Formigal          | Gigant      | 1:57,00 min | +2,12 s    | Marcel Hirscher         |
| 23.     | 4 marca     | 2009 | Ga-Pa             | Zjazd       | 1:39,06 min | +1,84 s    | Andy Plank              |
| 13.     | 5 marca     | 2009 | Ga-Pa             | Gigant      | 2:18,49 min | +3,59 s    | Alexis Pinturault       |
| 21.     | 6 marca     | 2009 | Ga-Pa             | Slalom      | 1:20,78 min | +2,19 s    | Jesper Riis-Johannessen |
| 3.      | 6 marca     | 2009 | Ga-Pa             | Kombinacja  | 58,23 pkt   | +5,37 pkt  | Sepp Gerber             |
| 12.     | 31 stycznia | 2010 | Region Mont Blanc | Gigant      | 2:17,55 min | +1,41 s    | Mathieu Faivre          |
| 29.     | 1 lutego    | 2010 | Region Mont Blanc | Supergigant | 1:29,71 min | +2,56 s    | Maxence Muzaton         |
| 46.     | 2 lutego    | 2010 | Region Mont Blanc | Slalom      | 1:30,97 min | +14,32 s   | Reto Schmidiger         |
| 33.     | 4 lutego    | 2010 | Region Mont Blanc | Zjazd       | 1:19,32 min | +1,67 s    | Mattia Casse            |
| 9.      | 5 lutego    | 2010 | Region Mont Blanc | Kombinacja  | 35,04 pkt   | +96,22 pkt | Colby Granstrom         |

### Puchar Świata

#### Miejsca w klasyfikacji generalnej
- sezon 2010/2011: 116.
- sezon 2011/2012: 68.
- sezon 2013/2014: 98.
- sezon 2014/2015: 79.
- sezon 2015/2016: 89.
- sezon 2016/2017: nie startował
- sezon 2017/2018: 100.
- sezon 2018/2019: nie startował
- sezon 2019/2020: 98.
- sezon 2020/2021: 67.
- sezon 2021/2022: 93.

#### Miejsca na podium w zawodach
Jak dotąd Borsotti nie stał na podium zawodów Pucharu Świata.